# Залугове (заповідне урочище)
Залугове — заповідне урочище в Україні, об'єкт природно-заповідного фонду Сумської області.
Розташоване на території Тростянецької міської громади біля залізниці між станціями Тростянець-Смородине та Бакирівка, на піщаній терасі заплави р. Ворскла, поблизу гирла р. Боромля, в лісовому масиві ДП «Тростянецьке лісове господарство» (Тростянецьке лісництво, кв. 26 (діл. 4).

## Опис
Площа урочища 4,2 га, статус надано 28.07.1970 року.
Статус надано для збереження високобонітетного соснового насадження 1905 року, що є зразком лісокультурної справи. Входить до складу Гетьманського національного природного парку.